# Bauhelden Media
Bauhelden Media wurde 1961 als Fachschriften-Verlag von Ottmar Strebel gegründet. Der Special Interest Verlag ist in Fellbach ansässig und informiert mit seinen Angeboten die Zielgruppe der Baufamilien und Renovierenden. Unter dem Titel HausbauHelden werden ein YouTube-Kanal, eine Website und ein regelmäßig erscheinendes Magazin geführt, seit März 2025 komplett digital. HausbauHelden ist ein Teil der Bauhelden Media GmbH & Co. KG (vormals Fachschriften Verlag GmbH & Co. KG).

## Geschichte
Zielgruppen des Verlags sind Baufamilien und Personen, die ihr Zuhause renovieren möchten. Die Vorläufertitel des Hausbau Magazins waren Fertig bauen, aus dem später bauen + Fertighaus und schließlich HausbauHelden entstand.
Seit 2019 gibt es den mit über 112.000 Abonnementen erfolgreichen HausbauHelden-Kanal auf YouTube. Es folgten Kanäle auf Instagram, Facebook, Pinterest und TikTok. Hier erhält die Community teilweise exklusive Behind the Scenes Einblicke in die Arbeit und das Team von HausbauHelden.

## Weitere Magazine
Neben dem HausbauHelden-Magazin (seit März 2025 in ausschließlich digitaler Form) erscheinen in unterschiedlichen Veröffentlichungsabständen die Titel:
- Homes4Future / #H4F (vierteljährlich)[8]
- Bauen (zweimonatlich)[9]
- Fertighäuser (jährlich)[10]

## Geschäftsführung
Fabio Schoch